# مانوئل جیاندوناتو
مانوئل جیاندوناتو (انگلیسی: Manuel Giandonato؛ زادهٔ ۱۰ اکتبر ۱۹۹۱) بازیکن فوتبال اهل ایتالیا است.
از باشگاه‌هایی که در آن بازی کرده‌است می‌توان به باشگاه فوتبال لچه، باشگاه فوتبال یوونتوس، باشگاه فوتبال پارما، باشگاه فوتبال ویرتوس لانچانو، باشگاه فوتبال سالرنیتانا، باشگاه فوتبال پادوا، باشگاه فوتبال لیورنو، باشگاه فوتبال دلفینو پسکارا، باشگاه فوتبال چزنا، باشگاه فوتبال یووه استابیا، و باشگاه فوتبال ویچنزا اشاره کرد.
وی همچنین در تیم‌های ملی فوتبال زیر ۱۶ سال ایتالیا، زیر ۱۷ سال ایتالیا، زیر ۱۸ سال ایتالیا، زیر ۱۹ سال ایتالیا، زیر ۲۰ سال ایتالیا، زیر ۲۱ سال ایتالیا، و Italy under-21 Serie B representative team بازی کرده‌است.